# 慕尼黑城市快铁4号线
慕尼黑城市快铁4号线是一条位于德国慕尼黑的城市快铁。线路走向是从格尔滕多夫到埃伯斯贝格。
途径中央车站、卡尔广场以及玛利亚广场站等车站。